# Breitenbrunn/Erzgeb.
Breitenbrunn/Erzgeb. är en kommun och ort Breitenbrunn i Landkreis Erzgebirgskreis i förbundslandet Sachsen i Tyskland. Kommunen har cirka 5 100 invånare.